# مونیسترول
مونیسترول (به اسپانیایی: Monistrol de Calders) یک منطقهٔ مسکونی در اسپانیا است که در موینس واقع شده‌است. مونیسترول ۲۲٫۰ کیلومتر مربع مساحت دارد.